# Arro Lake
Arro Lake är en sjö i Australien. Den ligger i delstaten Western Australia, omkring 250 kilometer norr om delstatshuvudstaden Perth. Arro Lake ligger 39 meter över havet. Arean är 0,98 kvadratkilometer. Den sträcker sig 1,5 kilometer i nord-sydlig riktning, och 1,0 kilometer i öst-västlig riktning.
Omgivningarna runt Arro Lake är i huvudsak ett öppet busklandskap. Trakten runt Arro Lake är nära nog obefolkad, med mindre än två invånare per kvadratkilometer. Genomsnittlig årsnederbörd är 488 millimeter. Den regnigaste månaden är juli, med i genomsnitt 88 mm nederbörd, och den torraste är februari, med 7 mm nederbörd.